# Jan Stratmann
Jan Stratmann (* 12. April 1995 in Niederwenigern) ist ein deutscher Triathlet. Er wird in der Bestenliste deutscher Triathleten auf der Ironman-Distanz geführt.

## Werdegang
Nach einem Skiunfall begann Stratmann im Rahmen der anschließenden Reha mit Schwimmen, Radfahren und Laufen und kam so zum Triathlon.
In seiner Jugend startete er mehrfach im Rahmen des Europacups sowie in der Triathlon-Bundesliga. Stratmann startet seit 2019 als Profi-Athlet. Sein Profi-Debüt gab er 2019 beim Ironman 70.3 Gdynia, bei dem er Vierter wurde.
Im Juni 2021 wurde Stratmann Dritter bei den Ironman 70.3 European Championships, die im Rahmen des Ironman 70.3 Elsinore ausgetragen wurden. Im Anschluss gewann er im August 2021 sein erstes Ironman-70.3-Rennen in Zell am See.

### Triathlon-Langdistanz seit 2023
Im August 2023 wurde Stratmann im finnischen Lahti bei den Ironman 70.3 Weltmeisterschaften Dritter hinter seinen Landsleuten Rico Bogen und Frederic Funk.
Eine Woche später wurde er beim Ironman 70.3 Zell am See-Kaprun Zweiter.
Im Juli 2024 wurde der damals 28-Jährige nach 7:38:57 Stunden auf der Ironman-Distanz (3,86 km Schwimmen, 180,2 km Radfahren und 42,195 km Laufen) als schnellster Deutscher Vierter bei der Challenge Roth. Im Oktober konnte er mit dem Ironman Barcelona bei seinem dritten Start auf der Langdistanz das erste Ironman-Rennen in 7:28:25 h mit persönlicher Bestzeit für sich entscheiden und einen neuen Streckenrekord aufstellen. Damit qualifizierte er sich für einen Startplatz bei der nächsten Ironman-Weltmeisterschaft am 14. September 2025 in Nizza.
Stratmann gab im Juli 2024 sein Debüt in der neuen Triathlon-Weltmeisterschaftsserie T100. Für das Rennen in London qualifizierte er sich über eine Wildcard und belegte 21 Tage nach seinem Start bei der Challenge Roth den 17. Platz.

## Sportliche Erfolge
| Datum/Jahr    | Platz | Wettbewerb                         | Austragungsort | Zeit     | Bemerkung                                        |
| ------------- | ----- | ---------------------------------- | -------------- | -------- | ------------------------------------------------ |
| 25. Mai 2025  |       | Ironman 70.3 Kraichgau             | Kraichgau      |          |                                                  |
| 4. Mai 2025   | 12    | Ironman 70.3 Venice-Jesolo         | Venedig        | 03:38:01 |                                                  |
| 1. Sep. 2024  | 5     | Ironman 70.3 Zell am See           | Zell am See    | 03:53:34 |                                                  |
| 19. Mai 2024  | 5     | Challenge World Championship       | Šamorín        | 03:31:55 | „The Championship“                               |
| 3. Sep. 2023  | 2     | Ironman 70.3 Zell am See           | Zell am See    | 03:54:46 |                                                  |
| 27. Aug. 2023 | 3     | Ironman 70.3 World Championships   | Lahti          | 03:34:10 |                                                  |
| 6. Aug. 2023  | 4     | Ironman 70.3 Tallinn               | Tallinn        | 03:48:31 |                                                  |
| 2. Juli 2023  | 3     | Challenge Walchsee                 | Walchsee       | 03:44:23 |                                                  |
| 18. Juni 2023 | 4     | Ironman 70.3 Luxemburg             | Luxemburg      | 03:52:27 |                                                  |
| 21. Mai 2023  | 5     | Ironman 70.3 Kraichgau             | Bad Schönborn  | 03:52:48 |                                                  |
| 29. Okt. 2022 | 11    | Ironman 70.3 World Championships   | St. George     | 03:46:51 |                                                  |
| 28. Aug. 2022 | 2     | Ironman 70.3 Zell am See           | Zell am See    | 03:52:02 |                                                  |
| 18. Sep. 2021 | 13    | Ironman 70.3 World Championships   | St. George     | 03:48:49 |                                                  |
| 29. Aug. 2021 | 1     | Ironman 70.3 Zell am See           | Zell am See    | 03:59:21 |                                                  |
| 27. Juni 2021 | 3     | Ironman 70.3 European Championship | Helsingør      | 03:39:32 |                                                  |
| 30. Mai 2021  | 2     | Challenge St. Pölten               | St. Pölten     | 03:49:25 |                                                  |
| 12. März 2021 | 7     | Ironman 70.3 Dubai                 | Dubai          | 03:35:09 |                                                  |
| 20. Sep. 2020 | 4     | Ratingen Triathlon                 | Ratingen       | 01:40:32 | 1 km Schwimmen, 40 km Radfahren und 10 km Laufen |
| 11. Aug. 2019 | 4     | Ironman 70.3 Gdynia                | Gdynia         | 03:48:10 | Erster Start auf der Mitteldistanz               |

| Datum/Jahr    | Platz | Wettbewerb        | Austragungsort | Zeit     | Bemerkung                      |
| ------------- | ----- | ----------------- | -------------- | -------- | ------------------------------ |
| 6. Juli 2025  | 3     | Challenge Roth    | Roth           | 07:37:59 | [ 12 ]                         |
| 6. Okt. 2024  | 1     | Ironman Barcelona | Calella        | 07:28:25 | Streckenrekord                 |
| 7. Juli 2024  | 4     | Challenge Roth    | Roth           | 07:38:57 |                                |
| 21. Okt. 2023 | 7     | Ironman Portugal  | Cascais        | 08:09:59 | 1. Teilnahme bei einem Ironman |

(DNF – Did Not Finish)